# Planeta krawiec
Planeta Krawiec – polski film obyczajowy z 1983 roku w reżyserii Jerzego Domaradzkiego. Zdjęcia kręcono w Pułtusku.
Przypowieść o prowincjonalnym krawcu, który marzył o gwiazdach. Film został oparty na biografii Adama Giedrysa.

## Obsada
- Kazimierz Kaczor – Józef Romanek
- Sławomira Łozińska – Maria, żona Romanka
- Liliana Głąbczyńska – Lola, sekretarka w Radzie Narodowej
- Władysław Kowalski – doktor Janik
- Leon Niemczyk – przewodniczący Rady Narodowej
- Ewa Ziętek – siostra Marii
- Paweł Nowisz – znajomy Romanka
- Jarosław Kopaczewski – Styga
- Zbigniew Buczkowski – znajomy Romanka
- Adam Ferency – Duda
- Stanisław Brudny – dyrektor szkoły
- Helena Kowalczykowa – sąsiadka Romanka
- Tadeusz Chudecki – Wojtek, chory leżący w szpitalu razem z Romankiem
- Witold Dębicki – lekarz
- Krzysztof Krupiński – sekretarz przewodniczącego Rady Narodowej
- Włodzimierz Musiał – piekarz
- Cezary Harasimowicz – Wolski, nauczyciel geografii
- Jan Jurewicz – Goliszek, sierżant MO
- M. Chlebowicz
- Aleksander Kalinowski
- Iwona Rulewicz – pielęgniarka
- Ryszard Straszewski – polski astronom na kongresie w Warnie
- L. Jasionowski
- Ryszard Jabłoński
- Teodor Gendera – portier w Radzie Narodowej
- Piotr Kozłowski – Andrzej
- M. Bąk
- Tomasz Wojciechowski
- Maciej Karpiński – uczestnik kongresu w Warnie; nie występuje w czołówce
- Juliusz Lubicz-Lisowski – uczestnik kongresu w Warnie; nie występuje w czołówce
- Jacek Strzemżalski – nie występuje w czołówce

## Nagrody
1983: MFF w Locarno – nagroda jury ekumenicznego